# Sven-Gunnar Larsson
Sven-Gunnar Larsson (1940. május 10. –)  svéd válogatott labdarúgókapus.

## Pályafutása

### A válogatottban
1965 és 1974 között 27 alkalommal szerepelt a svéd válogatottban. Részt vett az 1970-es és az 1974-es világbajnokságon.